# 131 (число)
131 (сто тридцать один) — натуральное число между 130 и 132.
- 131 день в году — 11 мая (в високосный год 10 мая).

## Математика
- 131 — является нечётным трёхзначным числом.
- Сумма цифр этого числа — 5
- Произведение цифр этого числа — 3
- Квадрат числа 131 — 17 161
- 32-е простое число.
- 12-е число Софи Жермен (131 * 2 + 1 = 263, также являющееся простым числом)[1].
- Является палиндромом

## Химия, физика, астрономия
- NGC 131 — спиральная галактика в созвездии Скульптор

## Запись числа в других системах письма
- 131 в системах счисления:
  - 83 в шестнадцатеричной
  - 203 в восьмеричной
  - 10000011 в двоичной

## Техника
- ЗИЛ-131 — советский и российский грузовой автомобиль повышенной проходимости.
- U-131 — большая океанская немецкая подводная лодка.
- MG-131 — 13 мм немецкий авиационный пулемёт.
- Щ-131 — советская дизель-электрическая торпедная подводная лодка.
- Миноносцы типа S-131.

## В других областях
- 131 год.
- 131 год до н. э.
- 131-я отдельная мотострелковая бригада.
- 131-й стрелковый корпус.
- STS-131 — космический полёт MTKK «Атлантис».
- Изнасилование – статья 131 Уголовного кодекса РФ.